# Cessna 182
O Cessna 182, comercializado com o nome de Skylane, é um monomotor, asa alta de quatro lugares e alto desempenho. Foi construído pela Cessna em Wichita, Kansas, Estados Unidos. Introduzido a partir 1956, o C182 foi produzido em variantes, incluindo uma versão com engrenagem retrátil de trem de pouso, e é o segundo modelo Cessna mais popular, depois do Cessna 172. Produzido atualmente nas versões com motor aspirado e turbo de 6 cilindros com painel de navegação moderno com GPS, TCAS e monitoramento avançado do motor.

## Desenvolvimento
O Cessna 182 foi introduzido em 1956 como um variante triciclo de seu antecessor, o Cessna 180. Em 1957, a variante 182A foi introduzida com o mesmo nome, Skylane. Nos modelos subsequentes foram adicionados motores mais potentes e janelas maiores.
A Cessna cita a retomada de produção de aeronaves da aviação geral em 1990, como este modelo, em virtude das mudanças das "leis de responsabilidade" dos Estados Unidos. Em 2005, a Cessna iniciou a oferecer o "Glass Cockpit" Garmin G1000 como um upgrade opcional para o Skylane. Subsequentemente, o Glass Cockpit se tornou um equipamento de fábrica, e não mais opcional.

## Design
O Cessna 182 é uma aeronave metálica (praticamente liga de alumínio), porém, algumas partes – como as pontas das asas – são feitas de fibra de vidro ou material termo-plástico. Sua asa tem o mesmo perfil que seu irmão menor Cessna 172 e os maiores, da série 205/206; porém, alguns detalhes da asa como os detalhes dos flap e aileron são o mesmo do 172 mas não como os componentes da série 205/206.

### Trem de pouso retrátil
Os modelos R182 e TR182 foram construídos com trem de pouso retrátil e foram vendidos entre 1978 e 1986, sem e com motor turbo, respectivamente. A designação do modelo difere dos outros modelos da Cessna com trem de pouso retrátil opcional. Para conhecimento, a versão com trem de pouso retrátil do Cessna 172 foi designado como 172RG, diferindo de seu irmão mais novo, o Cessna 182 ficou como R182. A Cessna deu ao R182 o nome comercial "Skylane RG".
O R182 e TR182 oferecem um aumento de 10 a 15% nas velocidades de subida e cruzeiro em relação às aeronaves de trem de pouso fixo de seu modelo, apesar de um custo maior de manutenção e trem de pouso menos robusto.  R182 de 1978, possui uma velocidade vertical de 1140ft/min e uma velocidade de cruzeiro (75% BHP) aos 7,500 pés (2,300 m) de 156 KTAS em temperatura padrão.